# Roland Göhler

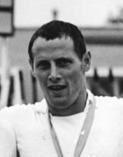
Der DDR-Meister 1969 Roland Göhler

Roland Göhler (* 26. März 1943 in Meißen, Sachsen) ist ein ehemaliger Ruderer aus der Deutschen Demokratischen Republik. 1966 gelang ihm der Sieg bei den Weltmeisterschaften im Zweier ohne Steuermann.
Roland Göhler startete für den SC Einheit Dresden und trainierte unter Hans Eckstein. Zusammen mit Peter Kremtz siegte er 1964 bei den DDR-Meisterschaften und belegte 1965 und 1967 jeweils den zweiten Platz im Zweier ohne. Bei den Ruder-Weltmeisterschaften in Bled gewannen die beiden den Titel. Bei den Olympischen Spielen 1968 bildeten zwei Dresdner Zweier zusammen einen Vierer mit Steuermann. In der Besetzung Peter Kremtz, Roland Göhler, Manfred Gelpke, Klaus Jacob und Steuermann Dieter Semetzky gewann die Dresdner Crew Silber hinter dem neuseeländischen Boot. Für den Gewinn der Silbermedaille wurde Göhler mit dem Vaterländischen Verdienstorden in Bronze ausgezeichnet. 1969 wurde er noch einmal DDR-Meister im Vierer mit.
Roland Göhler war ursprünglich gelernter Zimmermann, studierte dann Bauingenieurwesen und promovierte schließlich. Im Bezirk Dresden leitete er die staatliche Bauaufsicht.